# Orange Walk
Orange Walk – miasto w Belize, stolica administracyjna dystryktu Orange Walk. W 2000 roku, miasto zamieszkiwało 13 483 osób. Według przypuszczeń w 2005 roku populacja miasta wzrosła do 15 300 osób. Według szacunków na rok 2010 miasto liczy około 13,4 tys. mieszkańców. Czwarte co do wielkości miasto w kraju.